# كاربانيا
كاربانيا (بالبلغارية: Къртипъня)‏ قرية تقع إدارياً ضمن تساففاليفادا في بلغاريا. ويبلغ عدد سكانها 0 نسمة حسب تعداد 16 يوليو 2019. تعتمد كاربانيا للبريد على الرمز البريدي 5380.